# Eburia quadrigeminata
Eburia quadrigeminata är en skalbaggsart som först beskrevs av Thomas Say 1827.  Eburia quadrigeminata ingår i släktet Eburia och familjen långhorningar.
Artens utbredningsområde är Kuba. Inga underarter finns listade i Catalogue of Life.